# Stanford (Montana)
Stanford es un pueblo ubicado en el condado de Judith Basin en el estado estadounidense de Montana. En el Censo de 2010 tenía una población de 401 habitantes y una densidad poblacional de 351,08 personas por km².

## Geografía
Stanford se encuentra ubicado en las coordenadas 47°9′7″N 110°13′7″O / 47.15194, -110.21861. Según la Oficina del Censo de los Estados Unidos, Stanford tiene una superficie total de 1.14 km², de la cual 1.14 km² corresponden a tierra firme y (0%) 0 km² es agua.

## Demografía
Según el censo de 2010, había 401 personas residiendo en Stanford. La densidad de población era de 351,08 hab./km². De los 401 habitantes, Stanford estaba compuesto por el 97.26% blancos, el 0.25% eran afroamericanos, el 2% eran amerindios, el 0% eran asiáticos, el 0% eran isleños del Pacífico, el 0.25% eran de otras razas y el 0.25% pertenecían a dos o más razas. Del total de la población el 1.5% eran hispanos o latinos de cualquier raza.